# Techno body music

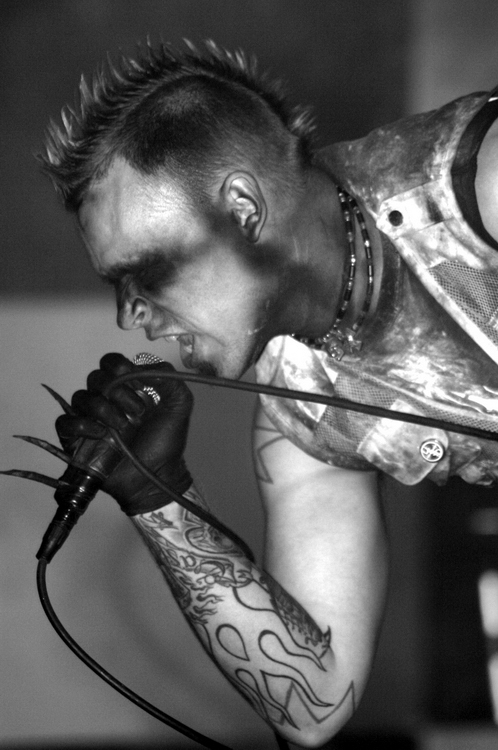
Andy LaPlegua van Combichrist tijdens een concert in 2007

Techno body music (TBM) is een elektronisch muziekgenre dat voortgekomen is uit een kruisbestuiving tussen electronic body music (EBM) en techno. De oorspronkelijke EBM kenmerkt zich door een songstructuur met coupletten en refreinen, zoals ook gebruikelijk in de rockmuziek. Binnen de TBM wordt echter een soortgelijke manier van componeren gebruikt als bij techno: vaak instrumentaal en toewerkend naar een climax. De muziek blijft vaak wel de karakteristieken van de EBM behouden, zoals de snelle basslines en de harde snare op tel 2 en 4.

## Ontstaan en ontwikkeling
Enkele tracks van aartsvader Front 242 zouden in principe al als TBM kunnen worden opgevat. Vooral op het album Tyranny (for you) wordt veelvuldig geëxperimenteerd met techno, dat in die tijd een nieuwe muziekstroming was. Maar de snelle daling van de populariteit van de EBM begin jaren 1990 zetten een stop op deze ontwikkeling.
Eind jaren 1990 werd de Franse producer Terence Fixmer actief, die zich in zijn techno liet inspireren door EBM-aartsvaders als DAF, Front 242 en Nitzer Ebb. Zijn nummers hadden de felle basslines en beats van de oude EBM gemeen, maar in plaats van een traditionele songstructuur met vocalen en refreinen, koos hij voor een structuur die toewerkte naar een hoogtepunt. Oorspronkelijk was hij actief binnen de techno, waar zijn agressieve harde stijl veel opzien baarde. Binnen de op dat moment in opkomst zijnde nieuwe generatie EBM viel hij ook op. Recent leverde dat zelfs een samenwerking op met Nitzer Ebb-zanger Douglas McCarthy onder de naam Fixmer/McCarthy.
Vanuit de EBM was er ook belangstelling en inspiratie genoeg voor hedendaagse dance, en dus werden er door een aantal acts geëxperimenteerd met techno-invloeden en songstructuren binnen de EBM. Vooral het Britse VNV Nation en het Scandinavische Combichrist waren zeer geïnteresseerd in deze kruisbestuiving, en verzonnen daarvoor uiteindelijk in 2004 de naam TBM. In 2005 kwam een verzamel-cd uit op Masterhit Recordings, This Is Techno Body Music Vol. 1. 
Geïnspireerd hierdoor gingen een aantal bands zich steeds meer bezighouden met TBM. Bekende bands zijn Uberbyte, Modulate, Kloq en Combichrist. VNV Nation-voorman Ronan Harris begon onder de naam Mod.com een TBM-zijproject dat tot nu toe enkele tracks via compilaties heeft uitbracht. Ook meer traditionele industrial-bands als Reaper en Soman begeven zich meer en meer in TBM-richting. Vanuit de technorichting is vooral Dave Clarke met enige regelmaat te betrappen op cross-overs in deze richting, vooral door zijn remixwerk voor Fixmer/McCarthy, en het met enige regelmaat voorkomen van TBM/EBM-acts in zijn dj-setlists.
Een verwant genre is futurepop, een mengeling van EBM en synthpop en trance.